# 에스타디오 센테나리오
에스타디오 센테나리오(스페인어: Estadio Centenario)는 우루과이 몬테비데오에 위치한 축구 경기장으로 우루과이 축구 국가대표팀의 홈구장으로 사용되고 있다. 우루과이 초대 헌법 제정 100주년을 기념하기 위한 목적으로 건설되었으며 1930년 FIFA 월드컵 결승전을 포함한 모든 경기가 이 곳에서 열렸다.

## 기록

### 1930년 FIFA 월드컵
| 날짜            | 팀 1       | 스코어 | 팀 2         | 라운드 |
| --------------- | ---------- | ------ | ------------ | ------ |
| 1930년 7월 13일 | 미국       | 3 - 0  | 벨기에       | 4조    |
| 1930년 7월 17일 | 미국       | 3 - 0  | 파라과이     | 4조    |
| 1930년 7월 18일 | 우루과이   | 1 - 0  | 페루         | 3조    |
| 1930년 7월 19일 | 칠레       | 1 - 0  | 프랑스       | 1조    |
| 1930년 7월 19일 | 아르헨티나 | 6 - 3  | 멕시코       | 1조    |
| 1930년 7월 20일 | 파라과이   | 1 - 0  | 벨기에       | 4조    |
| 1930년 7월 21일 | 우루과이   | 4 - 0  | 루마니아     | 3조    |
| 1930년 7월 22일 | 브라질     | 4 - 0  | 볼리비아     | 2조    |
| 1930년 7월 22일 | 아르헨티나 | 3 - 0  | 칠레         | 1조    |
| 1930년 7월 26일 | 아르헨티나 | 6 - 1  | 미국         | 준결승 |
| 1930년 7월 27일 | 우루과이   | 6 - 1  | 유고슬라비아 | 준결승 |
| 1930년 7월 30일 | 우루과이   | 4 - 2  | 아르헨티나   | 결승   |

### 1971년 인터콘티넨털컵
| 날짜             | 팀 1                      | 스코어 | 팀 2              | 라운드 |
| ---------------- | ------------------------- | ------ | ----------------- | ------ |
| 1971년 12월 15일 | 클루브 나시오날 데 푸트볼 | 2 - 1  | 파나티나이코스 FC | 2차전  |

### 2002년 FIFA 월드컵 예선 대륙간 플레이오프

#### OFC vs CONMEBOL 대륙간 플레이오프
| 날짜             | 팀 1     | 스코어 | 팀 2           | 라운드 |
| ---------------- | -------- | ------ | -------------- | ------ |
| 2001년 11월 25일 | 우루과이 | 3 - 0  | 오스트레일리아 | 2차전  |

## 갤러리

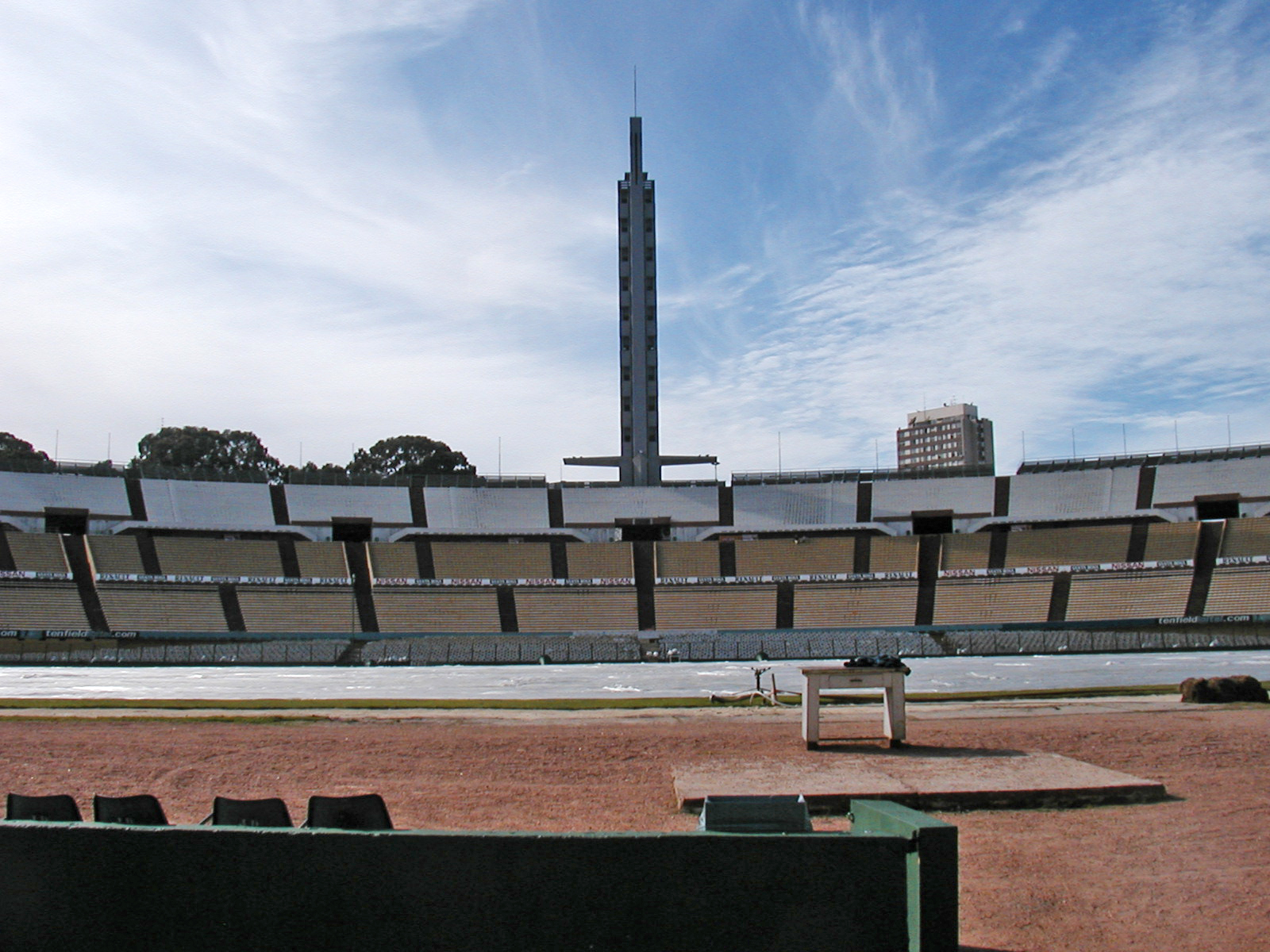
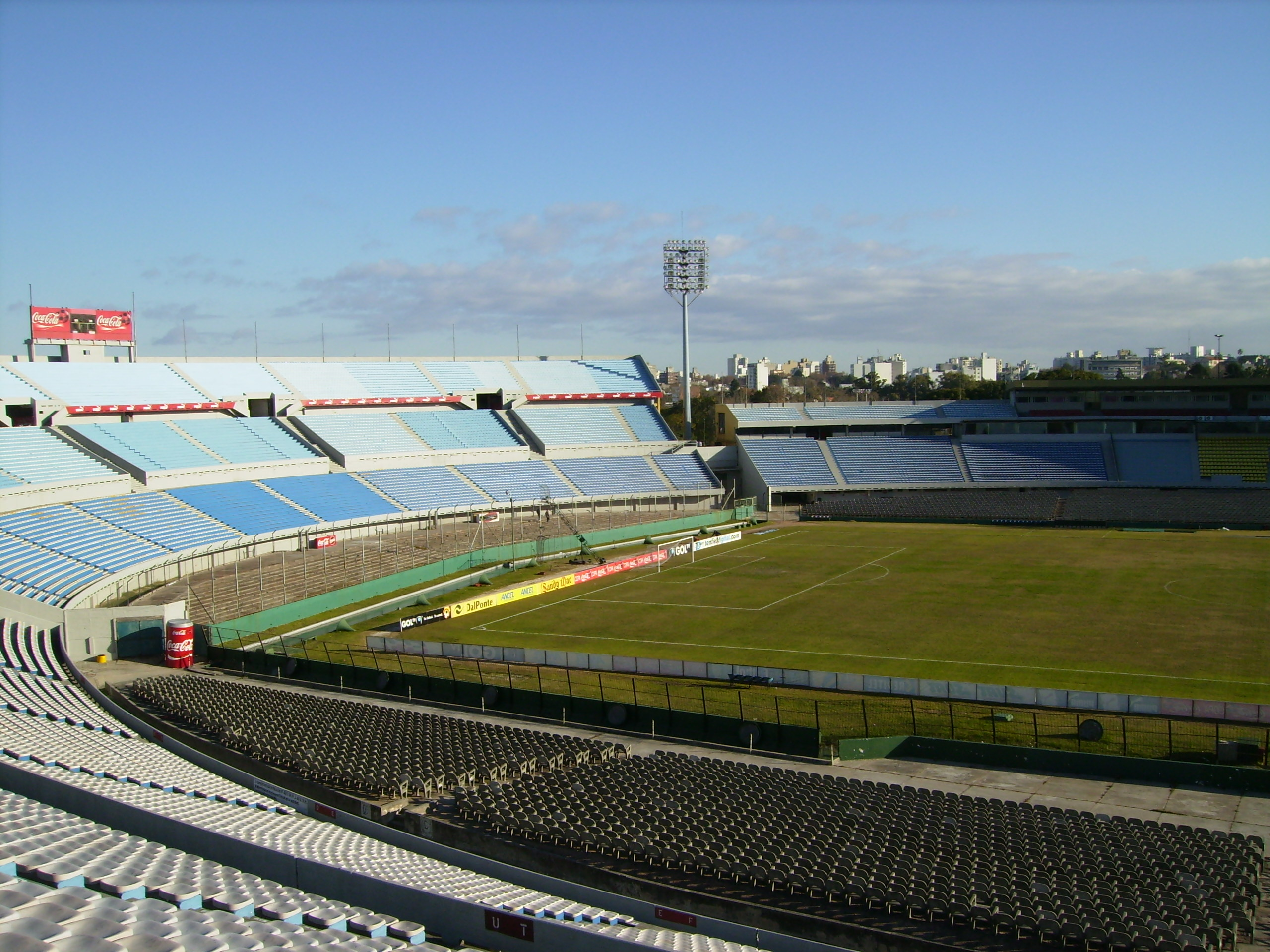
경기장 내부 모습
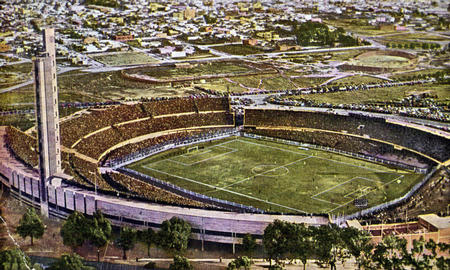
에스타디오 센테나리오